# Langues en Afghanistan

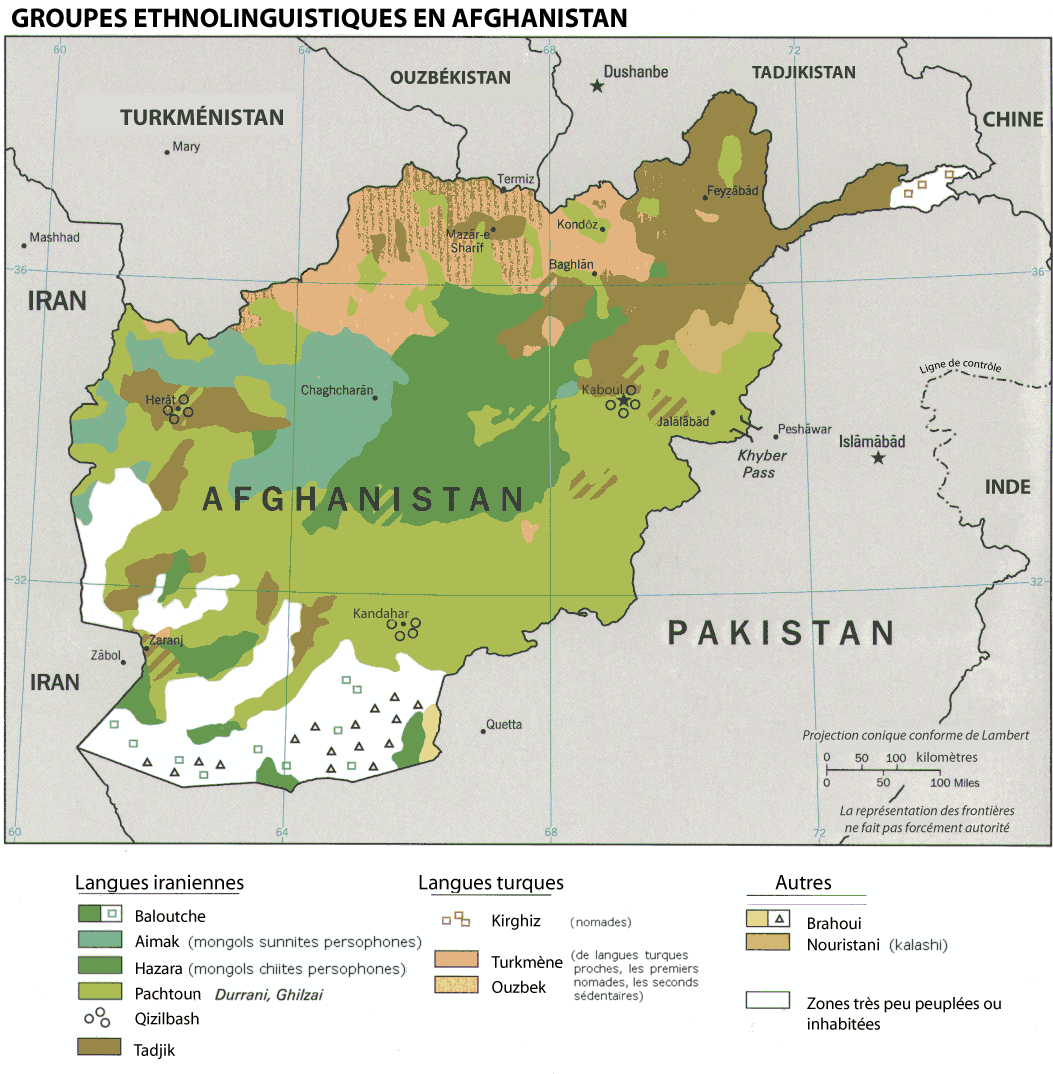
Carte ethnolinguistique de l'Afghanistan.

Il existe quarante langues répertoriées en Afghanistan dont deux langues
officielles nationale : le dari et le pachto
Le dari (ou persan afghan, farsi oriental) est une variété du persan parlée principalement en Afghanistan.

## Statistiques
| Rang | Langue         | Locuteurs  |
| ---- | -------------- | ---------- |
| 1    | Dari           | 20 000 000 |
| 2    | Pachto du Sud  | 8 000 000  |
| 3    | Pachto du Nord | 1 700 000  |
| 4    | Ouzbek du Sud  | 3 910 000  |
| 5    | Turkmène       | 1 500 000  |